# Tulungrejo (Ngantang)
Tulungrejo is een bestuurslaag in het regentschap Malang van de provincie Oost-Java, Indonesië. Tulungrejo telt 3505 inwoners (volkstelling 2010).